# Berezivka, Jîtomîr
Berezivka (în ucraineană Березівка) este localitatea de reședință a comunei Berezivka din raionul Jîtomîr, regiunea Jîtomîr, Ucraina.

## Demografie
Componența lingvistică a localității Berezivka
     Ucraineană (95,88%)
     Rusă (4,02%)
     Alte limbi (0,05%)
Conform recensământului din 2001, majoritatea populației localității Berezivka era vorbitoare de ucraineană (95,88%), existând în minoritate și vorbitori de rusă (4,02%).